# Macchia di Manziana
Macchia di Manziana este o arie protejată (arie specială de conservare — SAC, sit de importanță comunitară — SCI) din Italia întinsă pe o suprafață de 801 ha, integral pe uscat.

## Localizare
Centrul sitului Macchia di Manziana este situat la coordonatele 42°06′55″N 12°05′58″E / 42.115278°N 12.099444°E.

## Înființare
Situl Macchia di Manziana a fost declarat sit de importanță comunitară în iunie 1995 pentru a proteja 9 specii de animale. Situl a fost protejat și ca arie specială de conservare în decembrie 2016.

## Biodiversitate
Situată în ecoregiunea mediteraneană, aria protejată conține 1 habitat natural: Păduri panonice-balcanice de stejar turcesc - stejar sesil.
La baza desemnării sitului se află mai multe specii protejate:
- mamifere (4): liliac cu aripi lungi (Miniopterus schreibersii), liliac cu urechi de șoarece (Myotis blythii), liliac comun (Myotis myotis), liliacul mediteranean cu potcoavă (Rhinolophus euryale)
- nevertebrate (3): croitorul mare al stejarului (Cerambyx cerdo), rădașcă (Lucanus cervus), Oxygastra curtisii
- reptile (2): șarpele cu patru dungi (Elaphe quatuorlineata), țestoasă bănățeană (Testudo hermanni)

Pe lângă speciile protejate, pe teritoriul sitului au mai fost identificate 2 specii de plante, 3 specii de mamifere.